# 가스레인지

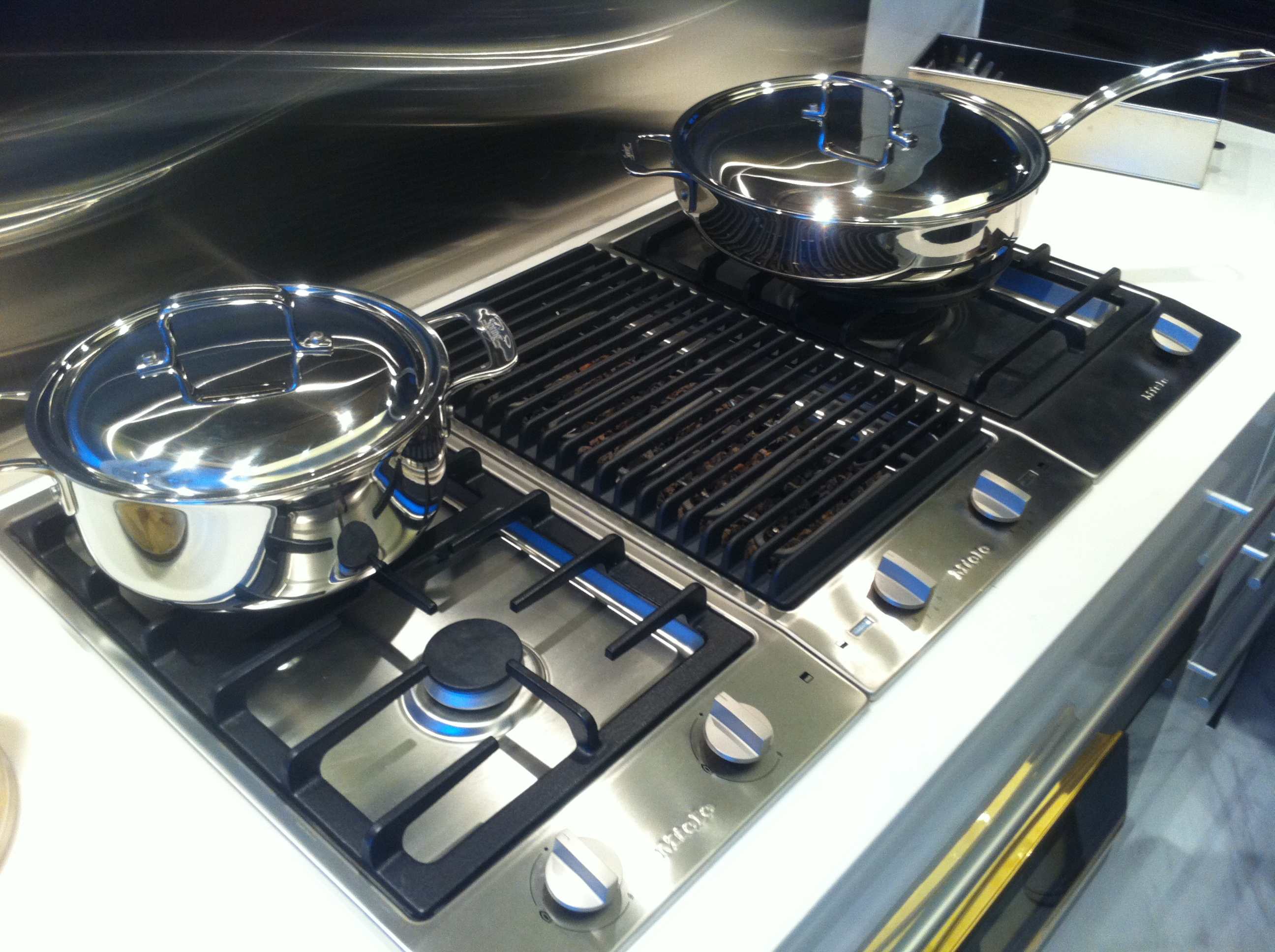
그릴이 가운데 달려 있는 가스레인지의 모습

가스레인지 또는 가스 스토브(영어: gas stove)는 가스를 연료로 음식을 조리하는 기구다. 가스오븐 레인지(영어: gas oven)는 가스 버너와 오븐이 함께 달린 조리기구이고, 가스그릴 레인지는 레인지 아래에 간단하게 생선이나 고기 등을 구울 수 있는 공간이 확보되어 있는 조리기구다.

## 용어
영어권에서는 가스스토브(영어: gas stove /gæs stoʊv/[*]), 또는 쿠커(영어: cooker)라 하는데, 대한민국에서 가스스토브는 조리기구가 아닌 보통 가스난로(gas heater)의 뜻으로 쓰인다.
레인지가 음식을 조리하는 기구의 뜻으로 쓰이면서 전자레인지는 밀폐된 공간을 만들어 음식을 넣고 고주파로 가열하는 조리 기구를 말하는 반면에 가스레인지는 상위에 얹을 수 있도록 만든 가스 토출구를 갖고 있는 구조로 되어 있다.

## 구조

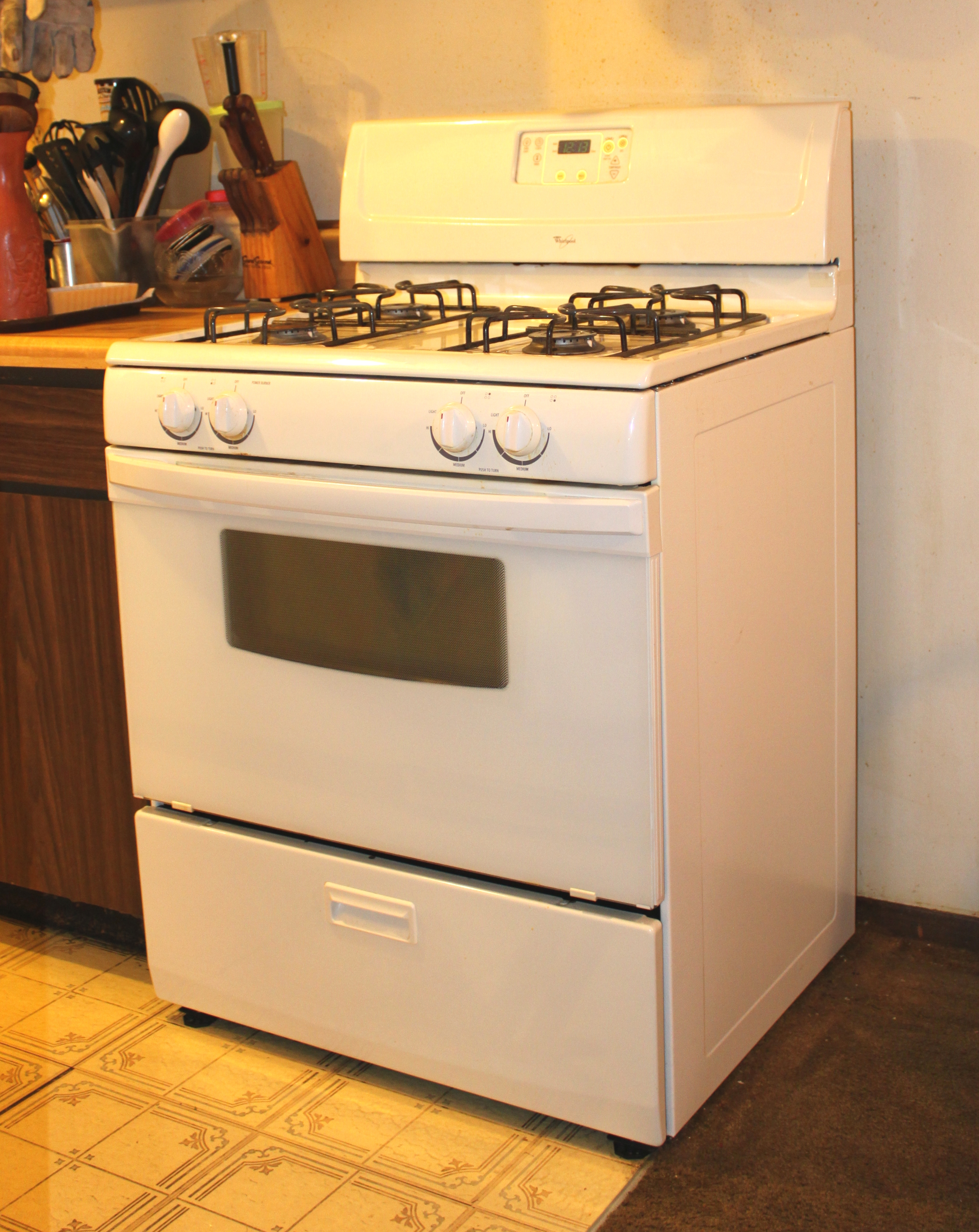
아래에 오븐이 달린 가스레인지

가스 공급관, 가스조절 밸브, 불꽃이 나오는 버너 부분, 조작 손잡이, 국물받이, 그릴, 배기구 등으로 되어 있다.

## 역사
첫 가스레인지는 1825년에 개발되었는데, 당시에는 시제품으로 본격적으로 상용화되지는 못했다. 1826년 제임스 샤프가 잉글랜드 노샘프턴에서 특허를 냈고, 1836년 공장에서 생산되기 시작하였다. 1851년 런던 세계 박람회에서 가스스토브가 선보였는데 1880년대에는 이 기술이 상업적으로 성공하기 시작했으나 가스 배관망이 설치되지 않아 보급이 늦어졌다.

### 대한민국
1960년대 중반까지는 가스레인지는 수입 금지품이였으나 외항선 선원이나 한일 부관페리 등을 통해 휴대품으로 반입되었다. 1967년 LPG 용기가 국산화되면서 일본에서 2화구 그릴 가스레인지 부품을 수입해 조립생산하기 시작했다. 1974년 일본 린나이와 합작회사인 린나이코리아가 일본에서 부품을 수입해 대량으로 조립생산했다. 1979년에는 3버너 가스레인지가 첫 선을 보였다. 석유파동으로 도시가스 산업이 활성화되면서 1980년대 초 가스오븐레인지 완제품이 수입되다가, 1985년부터 대한민국에서 생산되기 시작했다.

## 한국산업표준

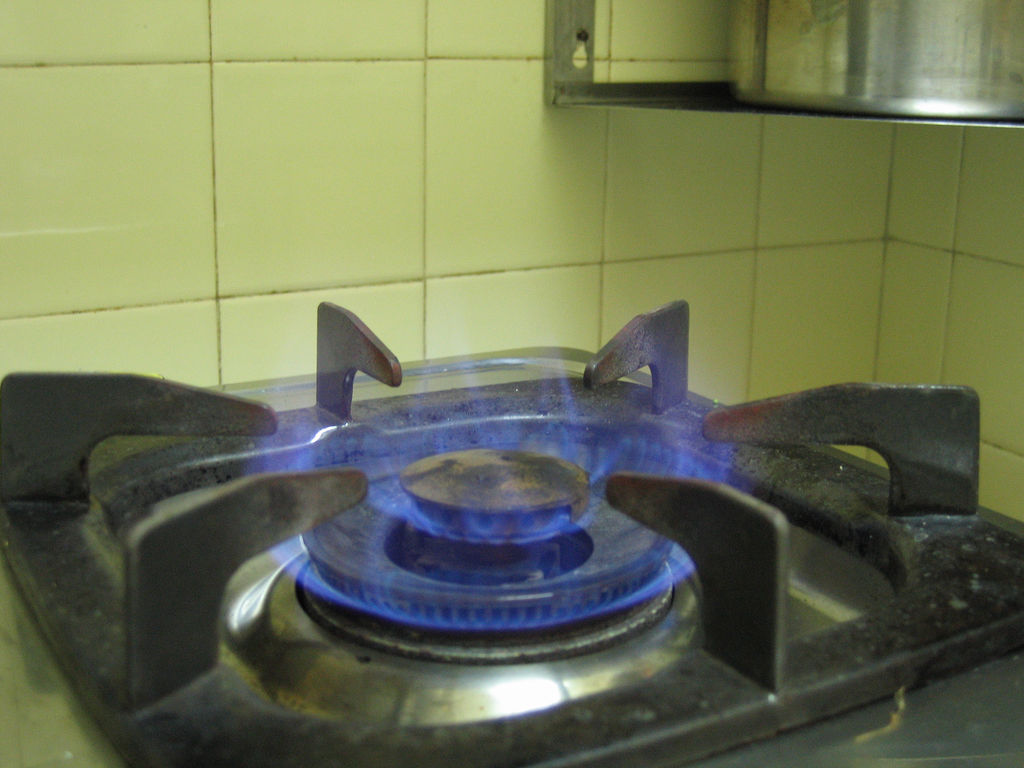
LNG 가스레인지 화구

가스레인지는 한국산업표준 KS B 8114에 규정되어 있는데 액화석유가스 또는 도시가스를 연료로 쓰는 버너를 가지고 주로 일반 가정용에 사용가는 가스 레인지 및 가스그릴부착레인지로 규정하고 있다.

### 관련 한국산업표준
- 표준번호: KS B 8129 상업용 가스레인지
- 표준번호: KS B 8106 휴대용 부탄 가스 레인지
- 표준번호: KS B 8115 가스 오븐 레인지

## 같이 보기
- 오븐
- 전자레인지
- 전기레인지
- 인덕션레인지
- 아궁이
- 풍로